# オレンジビル (オンタリオ州)
オレンジビル（英: Orangeville）は、カナダのオンタリオ州ダファリン郡の郡庁が置かれている町である。人口は約28.9千人。トロントから北西に約40 kmの位置にある。

## 歴史
この地域には紀元前9000年-8400年頃の初期パレオ・インディアン期の先住民居住の考古学的痕跡が残っている。この地域はピトゥン（タバコ族）の領土だったと言われている。1630年代にピトゥン族はヨーロッパ大陸からの疫病により人口が凡そ8000人から3000人に激減し、また1649年12月のイロコイの襲撃により1000人近くまで減少した。この襲撃はビーバー戦争を含めた毛皮交易に関する一連の出来事の一部であった。ピトゥン族のあとには北オンタリオからアルゴンキン族が17世紀末から18世紀初頭にかけて移住してきた。
ヨーロッパからの移民が最初に土地の登録をしたのが、1820年8月の測量師エゼキエル・ロビンソンによるものであった。その後この地域に3つの製粉所を所有していたコネチカット生まれの実業家オレンジ・ローレンス（Orange Lawrence）にちなみ、1863年にこの地区の新設の村がオレンジビルと名付けられた。1874年に町制が施行された。1908年に実業家アンドリュー・カーネギーの篤志により図書館が設立された。

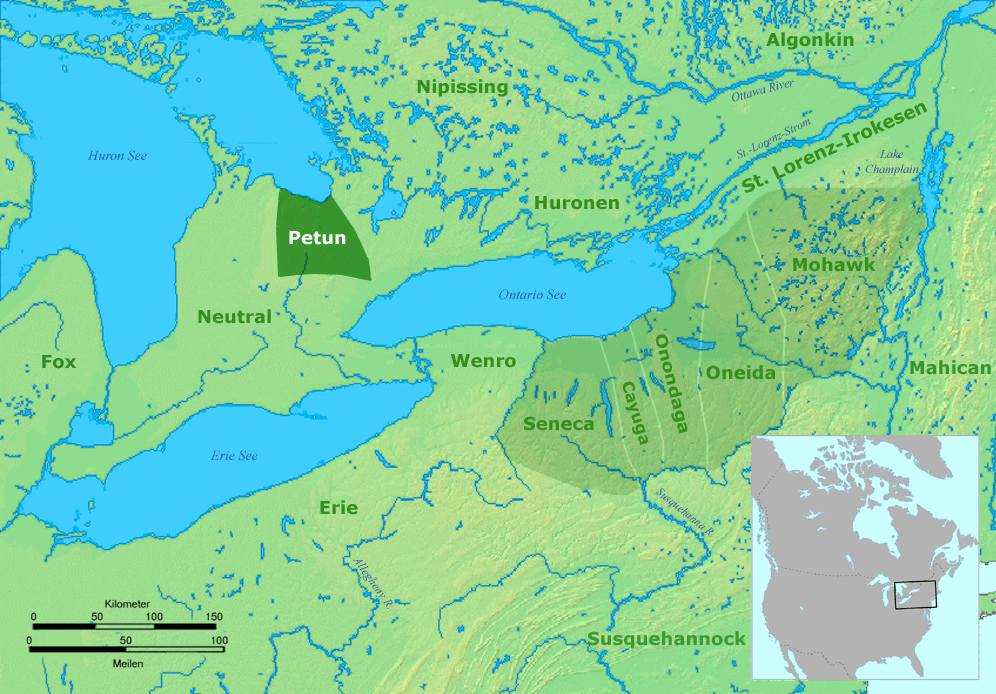
ピトゥン族の領土

## 出身者
- アダム・コープランド - 俳優。元プロレスラー。

## 交通

### 鉄道
- オレンジビル・ブランプトン鉄道 (Orangeville Brampton Railway)

### 道路
- ハイウェイ9号線 (Highway 9)
- ハイウェイ10号線 (Highway 10)

### バス
- オレンジビル交通局（Orangeville Transit）